# Saint-Jacques-de-la-Lande
Saint-Jacques-de-la-Lande is een gemeente in het Franse departement Ille-et-Vilaine (regio Bretagne). De gemeente telde 13.593 inwoners op 1 januari 2022. De plaats maakt deel uit van het arrondissement Rennes.
In de gemeente vlak bij Rennes ligt de luchthaven Aéroport Rennes St. Jacques.

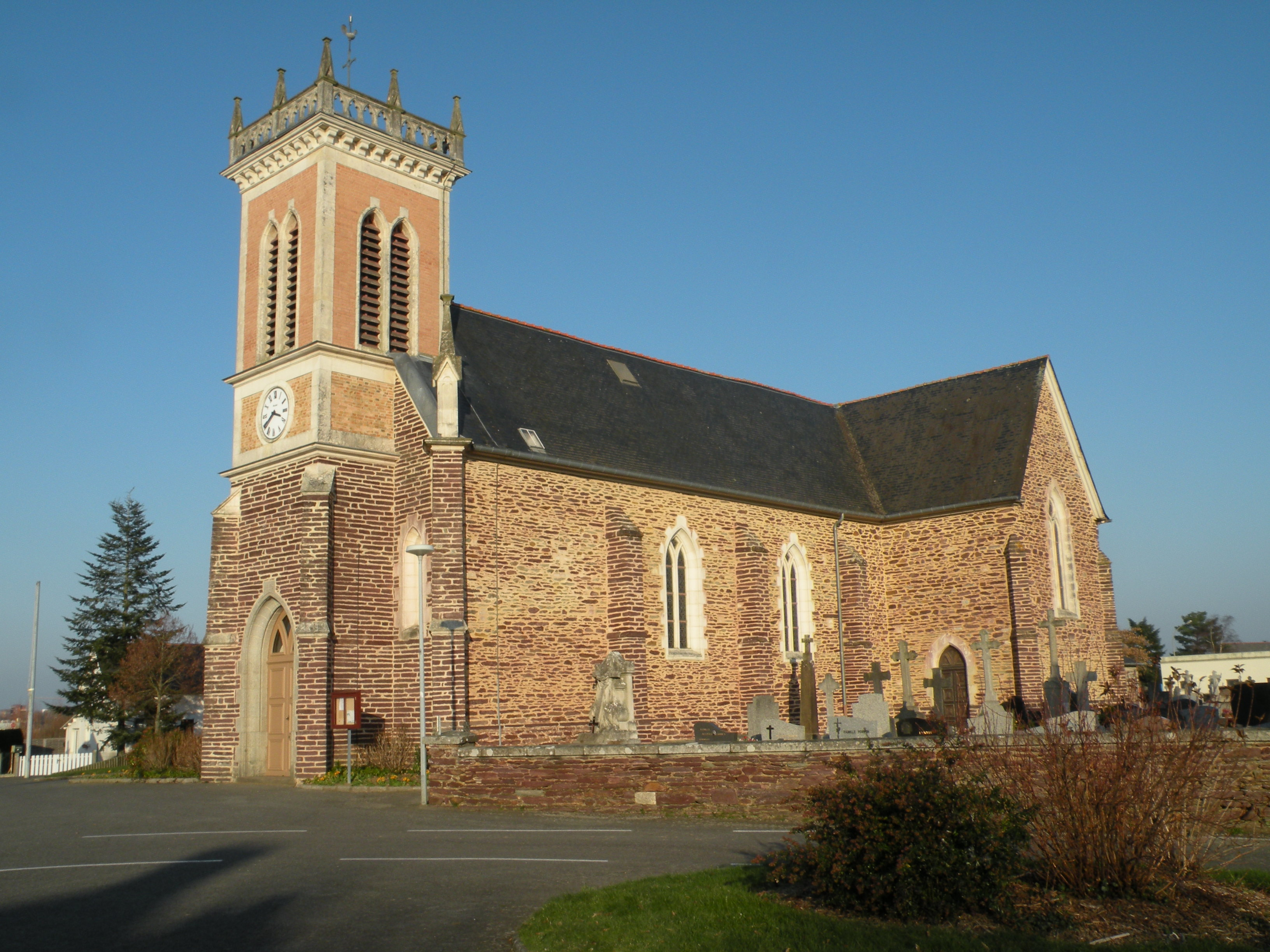
Kerk van Saint-Jacques-de-la-Lande
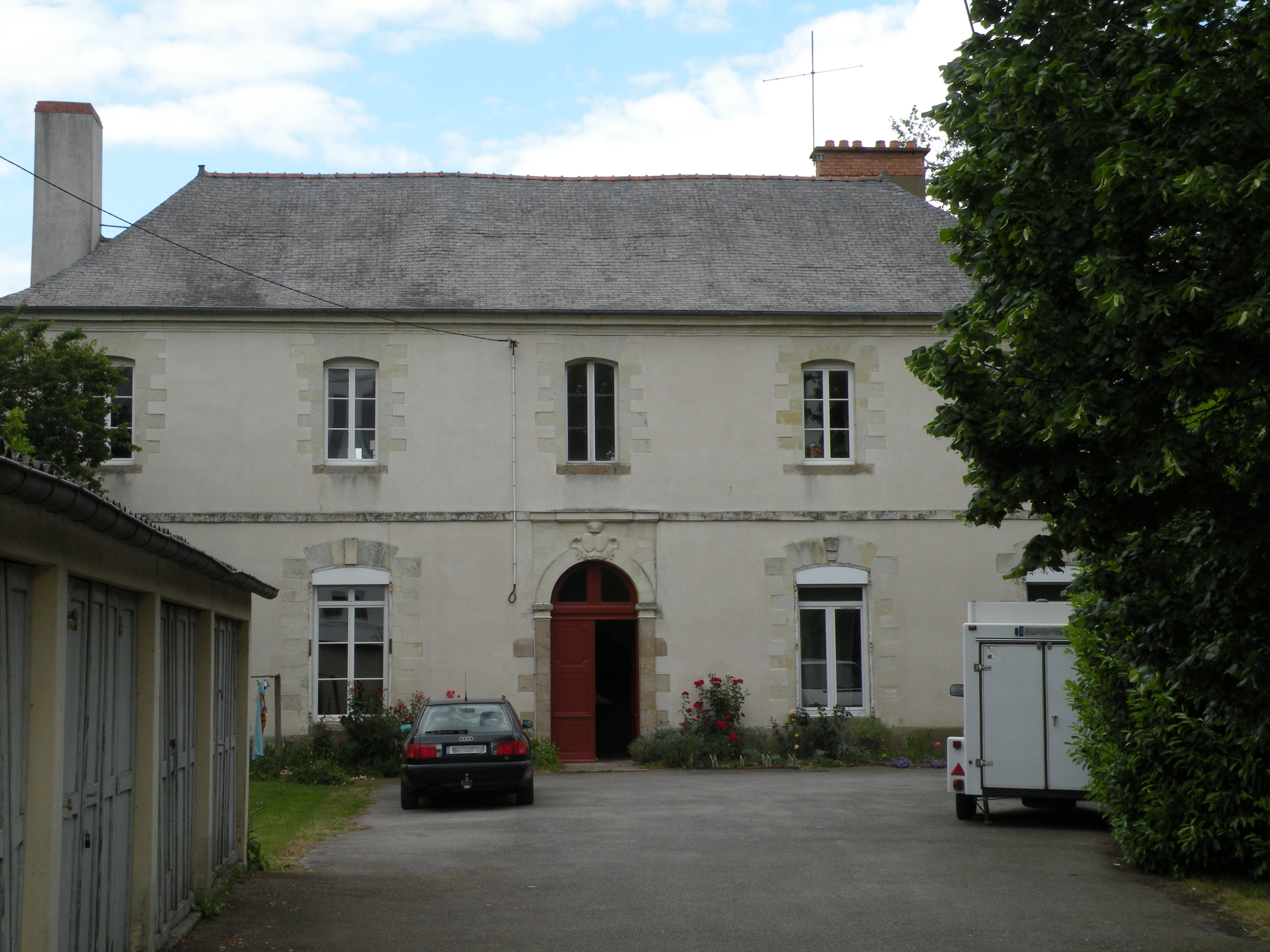
Château du Haut-Bois
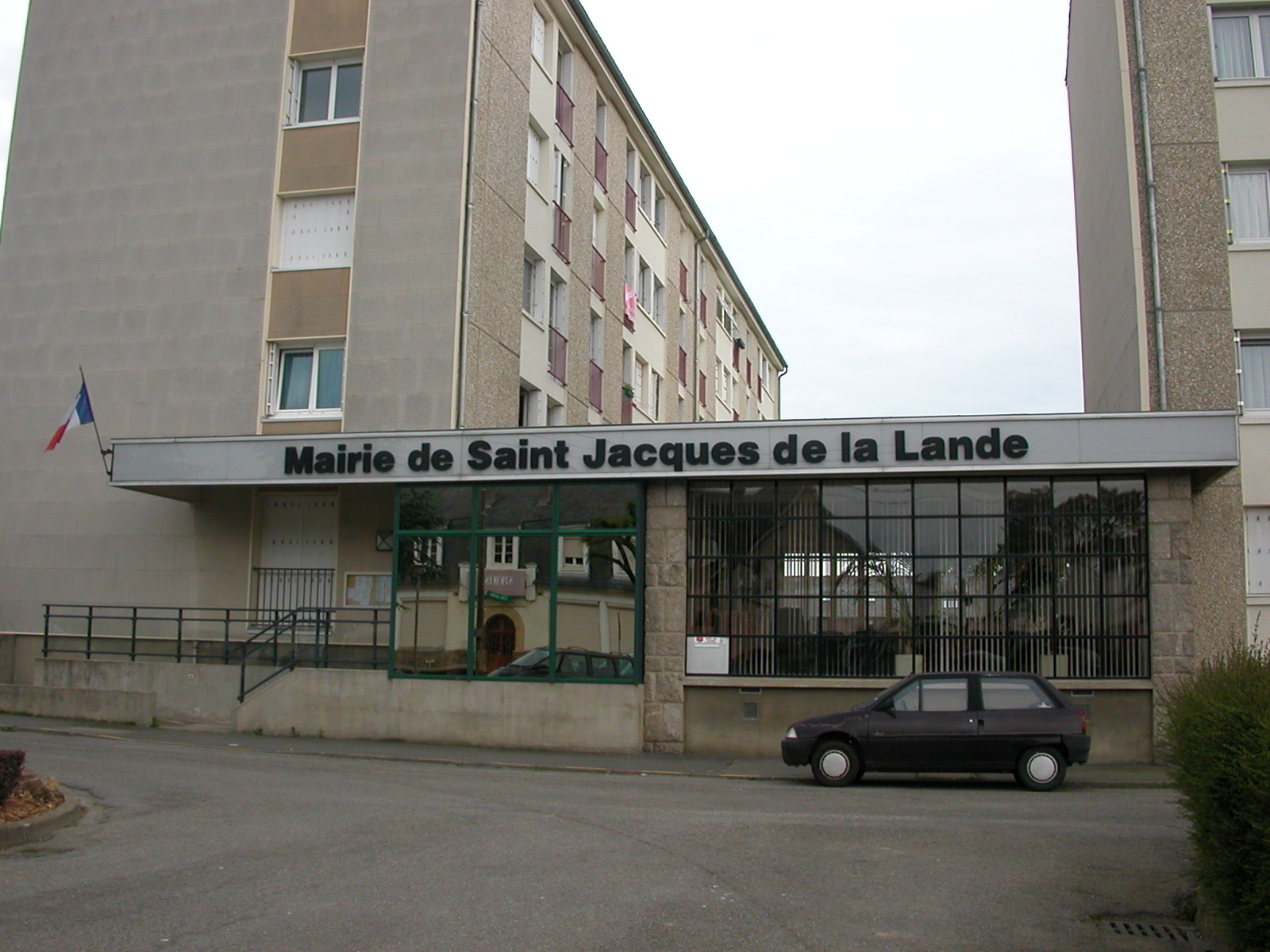
Gemeentehuis
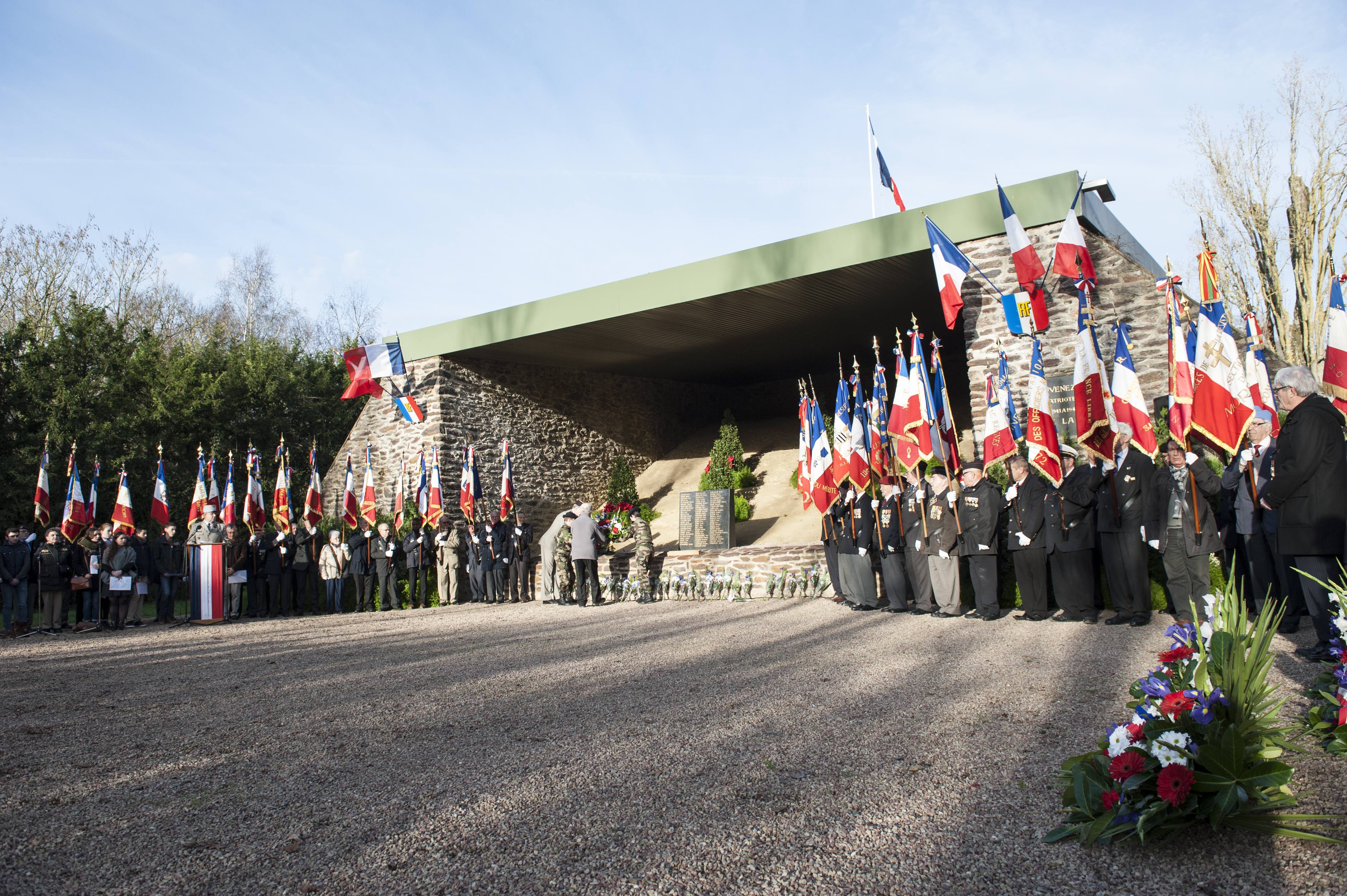
Herdenkingsmonument voor hier gefusilleerde Fransen tijdens de Tweede Wereldoorlog
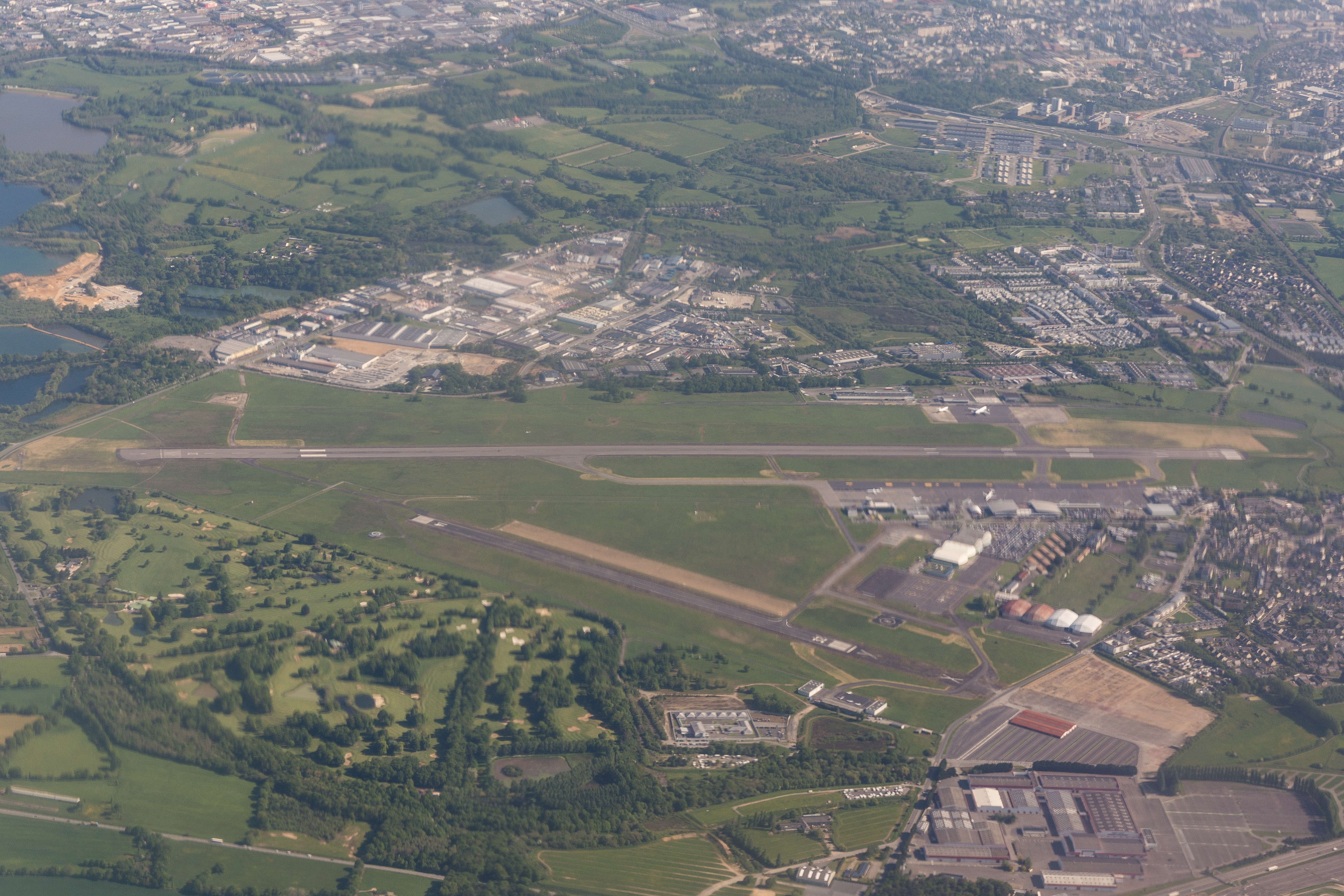
Luchthaven Rennes St. Jacques
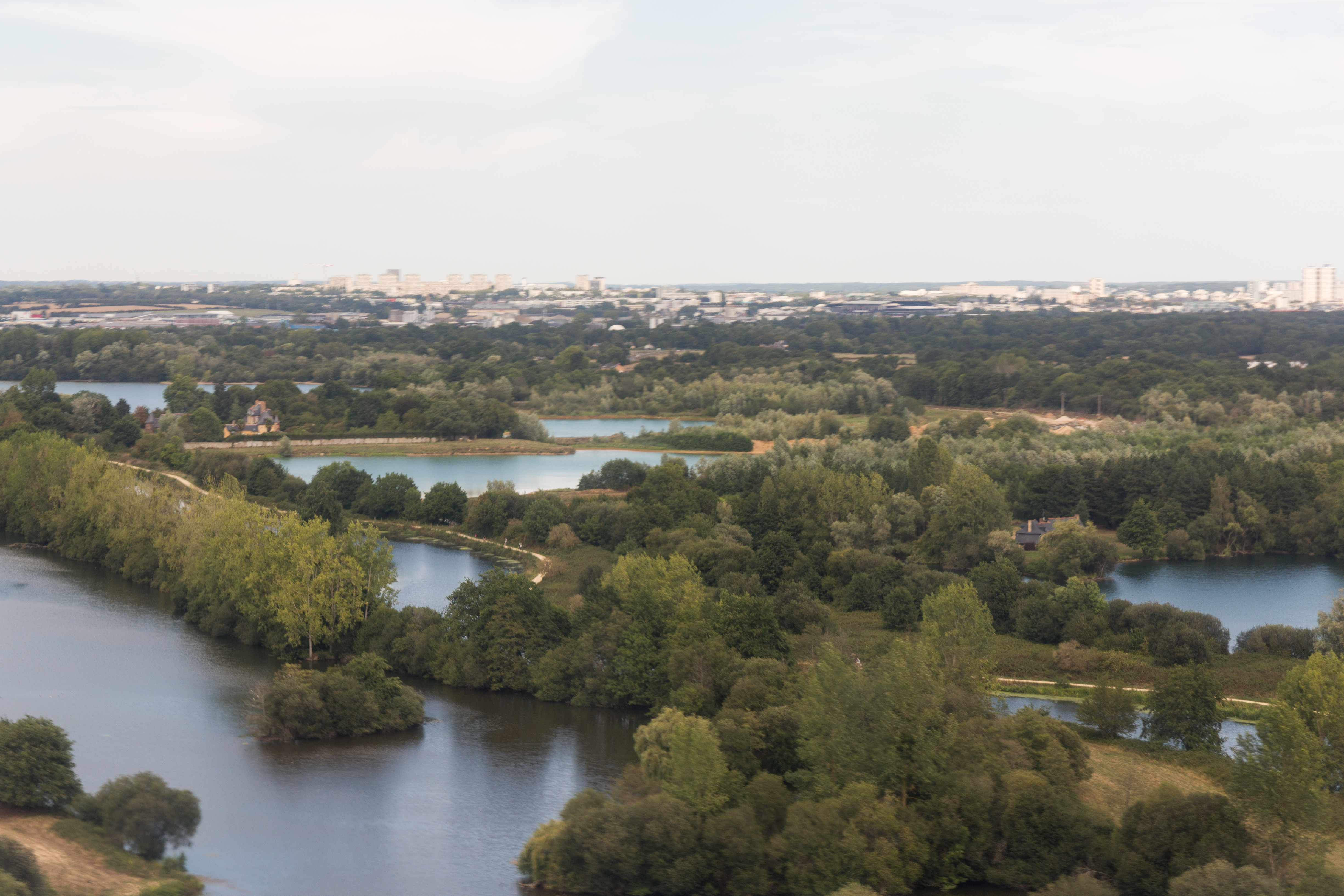
De Vilaine en meren aan de westrand van de gemeente

## Geschiedenis
Ontstaan als hermitage in het uitgestrekte woud Forêt de Mont-Mohon nabij Rennes, werd Saint-Jacques-de-la-Forêt in de 12e eeuw een parochie die afhing van de Abdij Saint-Georges in Rennes. De bisschoppen van Rennes bouwden er een buitenplaats. De bossen werden gekapt en de plaats kreeg de naam Saint-Jacques-de-la-Lande (heide in plaats van bos).
In 1932 werd een burgerluchthaven geopend in de gemeente. Tijdens de Tweede Wereldoorlog werd deze luchthaven gebruikt door de Luftwaffe. De Duitsers breidden de luchthaven uit en sloopten hiervoor een deel van het dorp.
Na de Tweede Wereldoorlog werd de luchthaven verder uitgebouwd als burgerluchthaven, werden er industriezones aangelegd en verstedelijkte Saint-Jacques-de-la-Lande als voorstad van Rennes.

## Geografie
De oppervlakte van Saint-Jacques-de-la-Lande bedroeg op 1 januari 2022 11,83 vierkante kilometer; de bevolkingsdichtheid was toen 1.149 inwoners per km². De Vilaine vormt in het westen de grens van de gemeente.
De onderstaande kaart toont de ligging van Saint-Jacques-de-la-Lande met de belangrijkste infrastructuur en aangrenzende gemeenten.

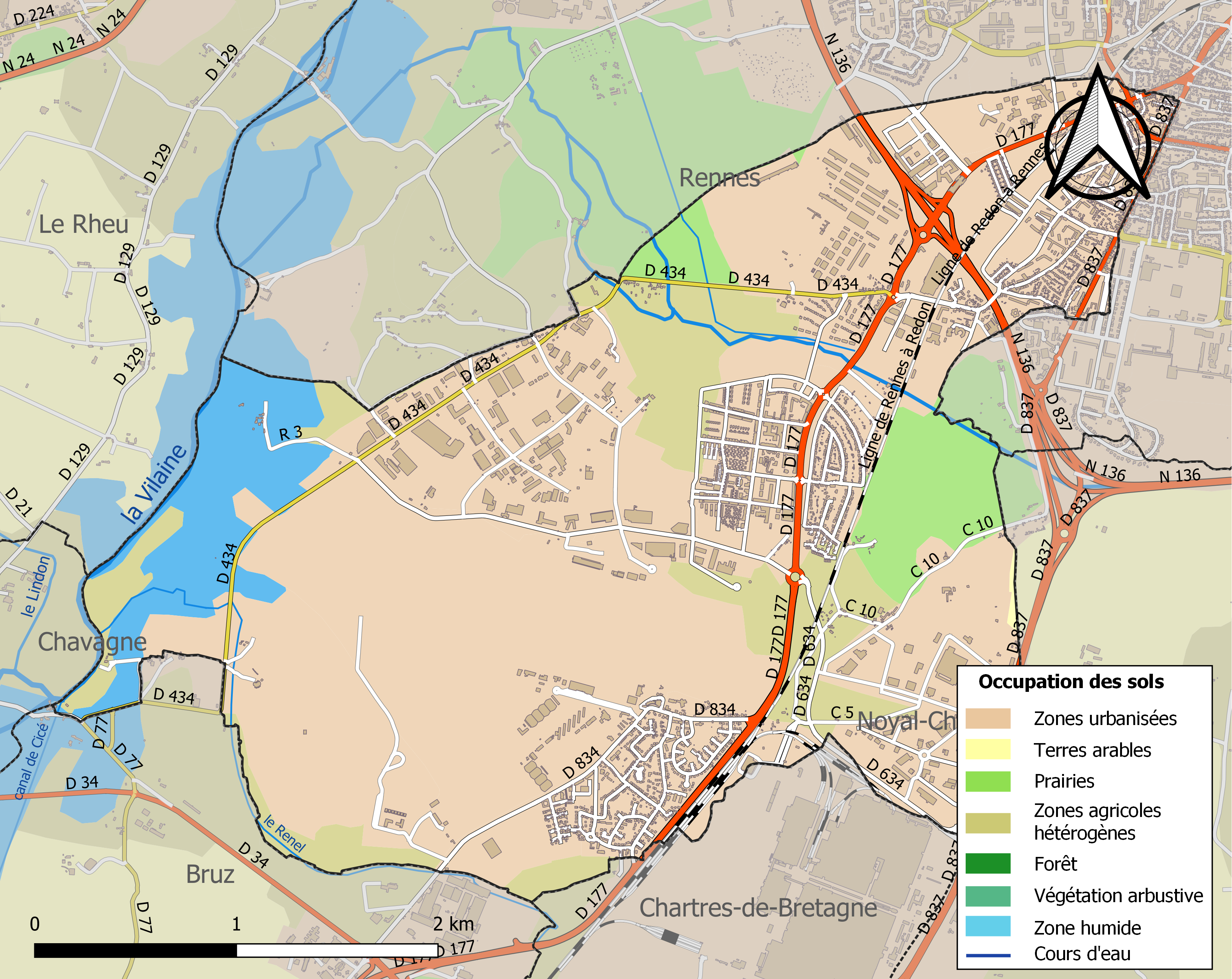

## Verkeer en vervoer
In de gemeente ligt de spoorweghalte  Saint-Jacques-de-la-Lande.
In de gemeente ligt de luchthaven Aéroport Rennes St. Jacques.
De gemeente is aangesloten op lijn B van de Metro van Rennes.

## Demografie
Onderstaande figuur toont het verloop van het inwonertal (bron: INSEE-tellingen).